# 格沃內什蒂鄉
44°25′N 24°01′E / 44.417°N 24.017°E
格沃內什蒂鄉（羅馬尼亞語：Comuna Găvănești, Olt），是羅馬尼亞的鄉份，位於該國南部，由奧爾特縣負責管轄，處於布加勒斯特以西170公里，每年平均降雨量962毫米，海拔高度138米，2007年人口2,245。